# División de Honor 1993-1994 (calcio a 5)
La División de Honor 1993/1994 è la quinta edizione del massimo torneo di calcio a 5 spagnolo, organizzato dalla Liga Nacional de Fútbol Sala durante la stagione 1993/1994.

## Prima fase
Qualificate alla seconda fase le prime sei squadre di ognuno dei due gironi composti da dodici squadre, le restanti dodici formazioni giocano due gironi dove le prime tre mantengono il posto Division de Honor. Si qualificano alla seconda fase: 
- Girone A
  - Caja Castilla La Mancha
  - Maspalomas Sol de Europa
  - Universidad de Salamanca
  - Playas de Castellón
  - Mejorada FS
  - Sego Zaragoza
- Girone B
  - Interviú Boomerang
  - AD ElPozo Murcia
  - Marsanz Torrejon FS
  - FC Barcelona Futsal
  - Linasa/Alcantarilla FS
  - H. Alonso Astorga

## Seconda Fase

### Girone A
| Pos | Squadra                  | Pti | G  | V | N | P | GF | GS |
| --- | ------------------------ | --- | -- | - | - | - | -- | -- |
| 1   | Caja Castilla La Mancha  | 15  | 10 | 7 | 1 | 2 | 47 | 26 |
| 2   | FC Barcelona Futsal      | 13  | 10 | 6 | 1 | 3 | 38 | 31 |
| 3   | ElPozo Murcia            | 13  | 10 | 6 | 1 | 3 | 40 | 34 |
| 4   | H. Alonso Astorga        | 10  | 10 | 4 | 2 | 4 | 52 | 54 |
| 5   | Playas de Castellón      | 7   | 10 | 3 | 1 | 6 | 48 | 52 |
| 6   | Universidad de Salamanca | 2   | 10 | 0 | 2 | 8 | 35 | 63 |

### Girone B
| Pos | Squadra                  | Pti | G  | V | N | P | GF | GS |
| --- | ------------------------ | --- | -- | - | - | - | -- | -- |
| 1   | Maspalomas Sol de Europa | 19  | 10 | 9 | 1 | 0 | 64 | 31 |
| 2   | Sego Zaragoza            | 13  | 10 | 6 | 1 | 3 | 40 | 28 |
| 3   | Mejorada FS              | 9   | 10 | 3 | 3 | 4 | 28 | 29 |
| 4   | Interviú Boomerang       | 9   | 10 | 4 | 1 | 5 | 33 | 33 |
| 5   | Marsanz Torrejon FS      | 7   | 10 | 3 | 1 | 6 | 36 | 50 |
| 6   | Linasa/Alcantarilla FS   | 3   | 10 | 0 | 3 | 7 | 25 | 55 |

|  | Play-Off |

## Playoff
|  | Semifinali              | Semifinali              | Semifinali            |                       |                         | Finale                  | Finale  | Finale |  |
|  |                         |                         |                       |                       |                         |                         |         |        |  |
|  | Caja Castilla La Mancha | Caja Castilla La Mancha | 1-1                   |                       |                         |                         |         |        |  |
|  | Caja Castilla La Mancha | Caja Castilla La Mancha | 1-1                   |                       |                         |                         |         |        |  |
|  | Sego Zaragoza           | Sego Zaragoza           | 4-2                   |                       |                         |                         |         |        |  |
|  | Sego Zaragoza           | Sego Zaragoza           | 4-2                   |                       | Caja Castilla La Mancha | Caja Castilla La Mancha | 4-4 2-5 |        |  |
|  |                         |                         |                       |                       | Caja Castilla La Mancha | Caja Castilla La Mancha | 4-4 2-5 |        |  |
|  |                         |                         | Maspalomas Sol Europa | Maspalomas Sol Europa | 1-1                     |                         |         |        |  |
|  | Maspalomas Sol Europa   | Maspalomas Sol Europa   | Maspalomas Sol Europa | Maspalomas Sol Europa | 1-1                     | 7-4                     |         |        |  |
|  | Maspalomas Sol Europa   | Maspalomas Sol Europa   |                       |                       |                         |                         |         |        |  |
|  | FC Barcelona            | FC Barcelona            | 3-3                   |                       |                         |                         |         |        |  |

| Campione Maspalomas Sol de Europa |